# Rumble 〜バンカラ夜叉姫〜
『Rumble 〜バンカラ夜叉姫〜』（ランブル 〜バンカラやしゃひめ〜）は、2000年4月14日にペンギンワークスから発売されたWindows 95/98用アダルトゲームである。

## ストーリー
学校という施設がことごとく荒廃し、無頼の巣窟と化し、そのトップが「番長」として全権を掌握する中、混迷の時代を憂える一人の少女月夜御名紗霧は番長猪乃健の下にあえて付き、参謀を演じながら猪乃を倒せる「侠（おとこ）」の到来を密かに待ち続けていた。そして彼女は主人公を見出す。彼はまだ、腕っ節が強いと言うだけの単なる恐いもの知らずだったが、彼女は一目見て、彼こそ自分が待ち望む人物だと悟る。だが、主人公は己の力を過信するあまり単身猪乃へと挑み、あっさりと返り討ちにあってしまう。紗霧は彼に、四次元流格闘術を修める墨土羅ェ門への師事を勧めた。
かつて教育がその実を失い、非力な学生が無頼に虐げられていたなか義を重んじ、鋼の肉体と拳脚をもって学雄割拠の時代を終わらせた鋼鉄番長の名を継ぎ、鉄壁の防御力を誇る“ダイアモンド番長”金剛源五郎や数々の強敵（とも）と戦い、また友として、この戦いの果て彼は何を見出すのか。

## 登場キャラクター
丈夫 鋼（ますらお はがね）※変更可能
主人公。鋼鉄番長。
名前は「じょうぶ」で「スチール」。かつラスボスを考えるとリンゴのマークでおなじみの某コンピューターメーカーエンジニアで間違いないだろう。
見た目はかなりの好青年。
作中で四次元流の正統後継者として墨土羅衛門に師事を受ける。盾子を脅してHに持ち込むなどナチュラルに外道。
月夜御名 沙霧（つくよみな さぎり）
ヒロイン。策士。さっちー。英国面にひかれた女。主人公曰く「見た目プリティ中身ガッデム」。
猪乃 健（いの たけし）
通称“ワープ番長”。特技は目が粒子砲。四次元流を使えるが、基礎である歩法のみしか修めていない。意外なことにピアノが上手く、作中で弾く場面がある。島流しにしないと恩を仇で返されることになる。
金剛 源五郎（こんごう げんごろう）
専守防衛に徹する南阿硬校の通称、“ダイアモンド番長”。特技は金剛式大拳骨と飛鶴三眩足（ひかくさんげんそく）。侠という言葉を何より愛する熱血馬鹿一代。妹多華女とのやり取りに象徴されるシスコン、恐妹家。
金剛 多華女（こんごう たがめ）
南阿硬校の裏番長。貧乏で苦労する金剛家の財政をやりくりする中、兄に対する絶対的な支配力を持つ。「兄がゲンゴロウだから妹はタガメで」という理由で名付けられた。それでも沙霧になり替わってヒロインの座を目指す。鍋つかみがトレードマーク。外見の可愛らしさに反して戦闘力は高い。頭脳明晰ではあるが性格が天然で詰めの甘い点もちらほら。
墨土 羅ェ門（ぼくど らえもん）
主人公に四次元流格闘術を伝授する老人。趣味はどらやきの食べ歩き。
織羽邪 威庵（おれはじゃ いあん）
墨土羅ェ門のライバル、虚無僧風の出で立ちの怪人物。必殺技は「地獄の尺八リサイタル」で呪文は「おれのものはおれのものおまえのものもおれのものおれはじゃいあんがきだいしょう」。
星北 凛奈（ほしきた りな）
名前は「スター」で「リン」
聖バルチック女学院の女番長。他のキャラクターのフラグが立てられなかった時にエンディングを迎えることになる、ある意味バッドエンドキャラクターでもある。乙女チックな面も持っている。
江里 弓子（えざと ゆみこ）
名前は「エリ」で「ツイン(双子)」
凛奈に憧れ双子の盾子と共にバルチック女学院に入学する。馬鹿なほう。
江里 盾子（えざと じゅんこ）
凛奈に憧れ双子の盾子と共にバルチック女学院に入学する。真面目ゆえに貧乏くじを引きがち。ヒロインにすると最後に主人公と2人だけの世界に突入する。その際、他のヒロインたちが「酒飲まない？」「いいですね」という会話を交わすほど。
ビリイ＝ゲイチュ
微米星の元に生まれたシステムフアンテー大学の舶来番長。ストーリー上ではラスボスに当たる。特技はWindow渦（パクリじゃない/抱き合わせ商法）。
カ・マセイーヌ
ルチャ=リブレ学園の番長。空中戦を得意とする。金剛源五郎のライバル。特技はテキーラ・デ・メキシカン。